# Edwin Wallock
Edwin Wallock (de son vrai nom Edward Wallock Wack) (né le 6 novembre 1877 à Council Bluffs, Iowa et mort le 4 février 1951 à Los Angeles,  Californie) est un acteur américain de la période du cinéma muet.

## Biographie
Edwin Wallock débute au théâtre dans plusieurs compagnies. En 1912, il rejoint la Selig Polyscope Company à Chicago, où il tourne dans une soixantaine de films. À cause de sa physionomie, il y joue la plupart du temps des personnages complexes et mauvais.
À la fin des années 1920, il retourna au théâtre à Los Angeles.

## Filmographie partielle
- 1914 : The Fatal Note
- 1914 : A Woman Laughs de Norval MacGregor
- 1914 : In Tune with the Wild de E.A. Martin
- 1917 : The Star Witness de Henry MacRae
- 1917 : Even As You and I de Lois Weber
- 1918 : Fame and Fortune de Lynn Reynolds
- 1920 : L'Aveugle de Twin-Forth (The Sagebrusher) d'Edward Sloman